# Sphenomorphus sibuensis
Sphenomorphus sibuensis là một loài thằn lằn trong họ Scincidae. Loài này được Grismer mô tả khoa học đầu tiên năm 2006.